# أشياء غريبة
أشياء غريبة (بالإنجليزية: Stranger Things) هو مسلسل تلفزيوني أمريكي من إتاج الأخوين دافر لصالح منصة نتفليكس، بالتعاون مع شركتي مونكي ماساكر للإنتاج و21 لابس للترفيه. عُرض الموسم الأول عبر المنصة في 15 يوليو 2016، تبعه الموسم الثاني في أكتوبر 2017، ثم الموسم الثالث في يوليو 2019، بينما طُرح الموسم الرابع على جزأين في مايو ويوليو 2022 ومن المقرر عرض الموسم الخامس والأخير، المكوَّن من ثلاثة أجزاء، خلال شهري نوفمبر وديسمبر 2025. يجمع العمل بين أنماط الرعب، الدراما، الخيال العلمي، الغموض، وقصص النضوج.
تجري أحداث المسلسل في ثمانينيات القرن العشرين، وتتمحور حول سكان بلدة خيالية صغيرة تُدعى هوكينز، بولاية إنديانا الأمريكية، حيث يؤدي مرفق حكومي سري لإجراء التجارب البشرية إلى فتح بوابة بين الأرض وبُعد موازٍ عدائي يُعرف باسم العالم المقلوب. يتألف طاقم التمثيل من مجموعة من الممثلين البارزين من بينهم  وينونا رايدر، ديفيد هاربر، فين وولفهارد، ميلي بوبي براون، غايتن ماتارازو، كاليب ماكلوغلين، ناتاليا داير، تشارلي هيتون، كارا بوونو، ماثيو مودين، نواه شناب، سيدي سينك، جو كيري، داكر مونتغومري، شون أستين، بول ريزر، مايا هوك، بريا فيرغسون، بريت غيلمان، جيمي كامبل باور، إدواردو فرانكو، جوزيف كوين، وأميبيث ماكنلتي.
صُمّم المسلسل ليكون مزيجًا من الدراما التحقيقية والعناصر الخارقة للطبيعة، مع تقديمها بأسلوب يمزج بين أجواء الرعب والحس الطفولي، متكئًا على استدعاء مكثف لثقافة الثمانينيات الشعبية. استلهم الأخوان دافر العديد من العناصر السردية والبصرية من أعمال  ستيفن سبيلبرغ، جون كاربنتر، ديفيد لينش، ستيفن كينغ، ويس كرافن، وهوارد فيليبس لافكرافت، فضلًا عن استلهام أحداثه من تجارب علمية حقيقية أُجريت في حقبة الحرب الباردة، ونظريات المؤامرة المرتبطة ببرامج حكومية سرية.
حظي أشياء غريبة بمكانة بارزة ضمن قائمة إنتاجات نتفليكس الأصلية، وأصبح أحد أنجح أعمالها وأكثرها تأثيرًا على ثقافة البوب المعاصرة، كما عُدّ نموذجًا بارزًا في استحضار أجواء وحنين حقبة الثمانينيات. حقق المسلسل نسب مشاهدة مرتفعة على المنصة، ونال إشادة نقدية واسعة بفضل تطوير شخصياته، أجوائه، أداء ممثليه، إخراجه وكتابته، فضلًا عن أسلوبه التكريمي لأفلام تلك الحقبة. حصل العمل على العديد من الجوائز والترشيحات ويجري حاليًا تطوير مسلسل رسوم متحركة مشتق بعنوان " أشياء غريبة: حكايات من عام 1985" من ابتكار إريك روبلز وإنتاج شركة فلاينغ بارك برودكشنز.

## نظرة عامة
تدور أحداث مسلسل أشياء غريبة في بلدة ريفية خيالية تُدعى هوكينز، في ولاية إنديانا الأمريكية، خلال ثمانينيات القرن العشرين. يُجري المختبر الوطني في هوكينز — الذي يُفترض أنه يقوم بأبحاث علمية لصالح وزارة الطاقة الأمريكية — تجارب سرية على الظواهر الخارقة للطبيعة، وأحيانًا على متطوعين من البشر كعينات اختبار. تسببت هذه التجارب عن غير قصد في فتح بوابة إلى بُعد بديل يُعرف باسم العالم المقلوب، وبدأ وجود هذا البُعد في التأثير على سكان هوكينز بطرق غريبة.
الموسم الأول تدور أحداثه في نوفمبر 1983، حين يُختطف ويل بايرز بواسطة مخلوق من العالم المقلوب. تنطلق والدته جويس، رئيس الشرطة جيم هوبر، ومجموعة من المتطوعين للبحث عنه. في هذه الأثناء، تهرب فتاة صغيرة ذات قدرات نفسية حركية تُدعى إيليفن من المختبر، ويعثر عليها أصدقاء ويل. تصبح إليفن صديقة لهم وتساعدهم في العثور على ويل.
الموسم الثاني تدور أحداثه بعد أحد عشر شهرًا، في أكتوبر 1984. يتم إنقاذ ويل، لكنه يبدأ في رؤية لمحات مستقبلية لسقوط هوكينز على يد مخلوق من العالم المقلوب. عندما يُكتشف أن ويل ما يزال تحت سيطرة كيان من العالم المقلوب، يدرك أصدقاؤه وعائلته أن هناك تهديدًا أكبر يواجه عالمهم.
الموسم الثالث تدور أحداثه بعد تسعة أشهر، في الأيام التي تسبق احتفالات عيد الاستقلال الأمريكي عام 1985. أصبح مركز تسوق ستاركورت هو محور اهتمام سكان هوكينز، مما أدى إلى إغلاق معظم المتاجر المحلية بسبب شعبيته. يصبح هوبر أكثر قلقًا بشأن علاقة إيليفن ومايك ويلر، ويحمي ابنته بشدة. دون علم سكان البلدة، يوجد مختبر سوفييتي سري تحت مركز ستاركورت يسعى لفتح بوابة للعالم المقلوب. في الوقت ذاته، يستخدم سالخ العقول (Mind Flayer) السيطرة العقلية لجعل بيلي ينفذ أوامره.
الموسم الرابع تدور أحداثه بعد ثمانية أشهر، في مارس 1986. تنتقل جويس وويل وإليفن وجوناثان إلى مدينة لينورا في ولاية كاليفورنيا لبداية جديدة. في كاليفورنيا، تواجه إيليفن فقدان قواها وتعرضها للتنمر في المدرسة. في الوقت نفسه، في هوكينز، يبدأ كائن من العالم المقلوب — وهو كيان أطلق عليه لاحقًا اسم فيكنا — بقتل سكان البلدة، فاتحًا بوابات جديدة بين العالمين. يخطط الدكتور سام أوينز لأخذ إيليفن إلى منشأة خاصة لمساعدتها على استعادة قواها. في الوقت ذاته، تسافر جويس وموراي بومان إلى روسيا لإنقاذ هوبر من معسكر الغولاغ في كامتشاتكا.
الموسم الخامس والأخير تدور أحداثه في خريف عام 1987، حيث يسعى الفريق إلى العثور على فيكنا وقتله بعد فتح الصدوع في هوكينز. تصبح المهمة أكثر تعقيدًا عندما يقيم الجيش الأمريكي قاعدة في البلدة ويبدأ بمطاردة إيليفن. مع اقتراب ذكرى اختفاء ويل، يجب على المجموعة أن تتكاتف للمرة الأخيرة من أجل المعركة النهائية، ومواجهة قوة أعظم وأكثر فتكًا من أي وقت مضى.

## طاقم التمثيل
- وينونا رايدر بدور جويـس بايرز[17]: والدة ويل بايرز وجوناثان بايرز، والمطلقة من والدهما، لوني بايرز. في الموسم الثاني، ترتبط بزميلها السابق في المدرسة الثانوية، بوب نيوبي، الذي يُقتل لاحقًا على يد كلاب الديموغورغون، تنشأ بينها وبين هوبر مشاعر متبادلة لاحقًا.
- ديفيد هاربر بدور جيم هوبر[17]: قائد شرطة هوكينز. بعد وفاة ابنته الصغيرة سارة جرّاء السرطان، تطلّق ولجأ إلى إدمان الكحول. يصبح أكثر تحمّلًا للمسؤولية، حيث ينقذ ويل بايرز بعد اختطافه في الموسم الأول، ويتبنى إليفن كابنته. تنشأ بينه وبين جويـس مشاعر متبادلة لاحقًا.
- فين وولفهارد بدور مايك ويلر[18]: الابن الأوسط و الوحيد لكارين وتيد ويلر، شقيق نانسي وهولي، وأحد أصدقاء ويل بايرز الثلاثة المقربين. يتميز بذكائه واجتهاده، ويكرّس نفسه لأصدقائه. يطوّر مشاعر رومانسية تجاه إليفن ويواعدها لاحقًا.
- ميلي بوبي براون بدور إليفن / جين هوبر (إل)[18]: فتاة تمتلك قدرات تخاطرية وحركية نفسية نتيجة كونها إحدى الخاضعين لتجارب الدكتور برينر في المختبر الوطني لهوكينز. تهرب من المختبر، وتصبح في النهاية الابنة بالتبنّي لجيم هوبر وتحمل لقبه العائلي، وتتأقلم على عيش حياة طبيعية بمساعدة مايك (الذي تواعده لاحقًا) وأصدقائه.
- غايتن ماتارازو بدور داستن هندرسون[18]: أحد أصدقاء ويل بايرز. يعاني من خلل التعظم الترقوي القحفي، ما يسبب له لثغة. في الموسم الثاني، يشعر بالفخر لأسنانه الأمامية الجديدة وينجذب لماكس. في الموسم الثالث، يحصل على صديقة تدعى سوزي (تجسّدها غابرييلا بيتسولو)، والتي تعرّف عليها في مخيم نو وير قبل أحداث الموسم.
- كاليب ماكلوغلين بدور لوكاس سينكلير[18]: أحد أصدقاء ويل. يتحفظ تجاه إليفن في البداية لكنه يصبح صديقًا لها لاحقًا. في الموسم الثاني، يصبح أحد المهتمين عاطفيًا بماكس، ويغدو حبيبها في الموسم الثالث. تزداد شعبيته في الموسم الرابع بانضمامه لفريق كرة السلة في مدرسة هوكينز الثانوية، ما يضعه مؤقتًا في خلاف مع مجموعته المعتادة من الأصدقاء.
- ناتاليا داير بدور نانسي ويلر[18]: ابنة كارين وتيد، والأخت الكبرى لمايك وهولي. مجتهدة وملتزمة بالقوانين، لكنها تكشف جانبًا آخر من شخصيتها خلال تحقيقها في مختبر هوكينز ووفاة صديقتها باربرا. في أول موسمين، تكون حبيبة ستيف هارينغتون، ثم تنفصل عنه وتواعد جوناثان بايرز. تطمح إلى أن تصبح صحفية.
- تشارلي هيتون بدور جوناثان بايرز[18]: الأخ الأكبر لويل بايرز وابن جويـس بايرز. مراهق هادئ وطيب القلب ومنعزل في المدرسة، وطامح لأن يكون مصورًا فوتوغرافيًا. تربطه علاقة قوية بوالدته وشقيقه، ويصبح حبيب نانسي ويلر.
- كارا بوونو بدور كارين ويلر[19]: والدة نانسي ومايك والطفلة هولي.
- ماثيو مودين بدور مارتن برينر[20] (الموسمين 1 و4؛ متكرر في الموسم 2): العالم المسؤول عن مختبر هوكينز وتدريب إليفن. شخصية متلاعبة ومنعزلة، يبحث مع فريقه عن إليفن في الموسم الأول بعد هروبها. تناديه إليفن باسم بابا. في الموسم الرابع، يعود لمساعدتها على استعادة قدراتها ويحميها من عملاء الحكومة الذين يطاردونها.[21]
- نواه شناب بدور ويل بايرز (الموسم 2–5؛ متكرر في الموسم 1)[18]: ابن جويـس بايرز وشقيق جوناثان الأصغر. يُختطف في الموسم الأول من قِبل وحش من العالم المقلوب، وهو بُعد بديل اكتشفه علماء مختبر هوكينز. لاحقًا، يطوّر ارتباطًا بالعالم المقلوب وسالخ العقول نتيجة اختطافه.[22][23]
- سيدي سينك بدور ماكس مايفيلد (الموسم 2–5): الأخت غير الشقيقة الأصغر سنًا لبيلي، فتاة مسترجلة تلفت انتباه كل من لوكاس وداستن، وتواعد لوكاس لاحقًا. في الموسم الرابع، تصبح إحدى المراهقين المستهدفين من قبل فيكنا.[23]
- جو كيري بدور ستيف هارينغتون (الموسم 2–5؛ متكرر في الموسم 1)، طالب ثانوي مشهور وحبيب نانسي ويلر. يتخاصم مع جوناثان بايرز في البداية لكنه يصبح صديقًا له لاحقًا. ينفصل عن نانسي في الموسم الثاني لكنهما يظلان صديقين. يُعرف بـجليس الأطفال للمجموعة إذ يُترك غالبًا لرعاية الصغار.[23][24]
- داكر مونتغومري بدور بيلي هارغروف (المواسم 2–3؛ ضيف في الموسم 4): الأخ الأكبر العنيف والمضطرب لماكس. يتحدى شعبية ستيف. في الموسم الثالث، يسيطر عليه سالخ العقول ويضحّي بنفسه لاحقًا لحماية الأطفال.[23]
- شون أستين بدور بوب نيوبي (الموسم 2؛ ضيف في الموسم 3): زميل دراسة سابق لجويـس وهوبر ويدير متجر راديو شاك في هاوكينز،[25] كما يكون حبيب جويـس، ما يضعه في خلاف مع هوبر. يموت في نهاية الموسم الثاني بعد أن هاجمته كلاب الديموغورغون.[26]
- بول ريزر بدور سام أوينز (الموسمين 2 و4؛ ضيف في الموسم 3): مسؤول في وزارة الطاقة يخلف برينر كمدير لمختبر هوكينز. عنيد ومخلص للبحث العلمي، لكنه متعاطف مع سكان هوكينز ويساعد هوبر على تبني إليفن قانونيًا. يعود مع برينر في الموسم الرابع لمساعدتها على استعادة قدراتها وحمايتها من عملاء الحكومة المطاردين لها.[25]
- مايا هوك بدور روبين باكلي (الموسم 3–5): فتاة تعمل مع ستيف في متجر المثلجات بالمول، وتكشف لاحقًا عن كونها مثلية. تربطها بستيف هارينغتون صداقة قوية بعد أن عملا سويًا في متجر "سكوبس أهوي" للمثلجات ولاحقًا في متجر الفيديو.[27]
- بريا فيرغسون بدور إريكا سينكلير (الموسم 3–5؛ متكررة في الموسم 2): شقيقة لوكاس البالغة من العمر عشر سنوات، التي تساعد المجموعة. يتضح أنها ذكية جدًا ولديها اهتمام كبير بلعبة "دانجونز آند دراغونز".[27]
- بريت غيلمان بدور موراي باومان (الموسم 4؛ متكرر في المواسم 2–3): منظّر مؤامرة ومحقق خاص وصديق قديم لهوبر، يساعد نانسي وجوناثان في الموسم 2، ويعاون هوبر وجويـس في الموسمين 3 و4.
- جيمي كامبل باور بدور هنري كريل / وان / فيكنا (الموسم 4–5): كائن نفسي قاتل من العالم المقلوب يُكشف أنه مبتكر سالخ العقول. وُلِد باسم هنري كريل و بقدرات خارقة، وبعد أن قتل عائلته ودخل في غيبوبة، أصبح تحت رعاية الدكتور برينر. تكشف مشاهد الفلاش باك في الموسم الرابع أن إليفن أرسلته إلى العالم المقلوب وهي في الثامنة من عمرها، حيث تشوّه بفعل البرق مما سبب مظهره كـفيكنا. بعد استكشافه للعالم المقلوب، ابتكر سالخ العقول وسيطر على ذلك البعد.[28]

## الحلقات
| الموسم | الحلقات | الحلقات | الأصلي         | الأصلي         |
| ------ | ------- | ------- | -------------- | -------------- |
| 1      | 8       | 8       | 15 يوليو 2016  | 15 يوليو 2016  |
| 2      | 9       | 9       | 27 أكتوبر 2017 | 27 أكتوبر 2017 |
| 3      | 8       | 8       | 4 يوليو 2019   | 4 يوليو 2019   |
| 4      | 9       | 7       | 27 مايو 2022   | 27 مايو 2022   |
| 4      | 9       | 2       | 1 يوليو 2022   | 1 يوليو 2022   |
| 5      | 8       | 4       | 26 نوفمبر 2025 | 26 نوفمبر 2025 |
| 5      | 8       | 3       | 25 ديسمبر 2025 | 25 ديسمبر 2025 |
| 5      | 8       | 1       | 31 ديسمبر 2025 | 31 ديسمبر 2025 |

## الإنتاج
أُبتكر المسلسل بواسطة روس ومات دفر، المعروفين باسم الأخوان دفر. أكمل الأثنان كتابة وإنتاج فيلمهما «مخفي» عام 2015، والذي حاولا فيه محاكاة أسلوب المخرج إم. نايت شيامالان. ومع ذلك نظراً للتغييرات التي حدثت في شركة وارنر برذرز الموزعة للفيلم، لم يشهد الفيلم إصداراً واسعاً ولم يكن الأخوان دفر متأكدين من مستقبلهما. فاجئهم المنتج التلفزيوني دونالد دي لاين باعجابه بسيناريو فيلم «مخفي» وقدم لهم الفرصة للعمل على حلقات مسلسل وايوارد باينز جنباً إلى جنب مع المخرج شيامالان. قام شياملان بتوجيه الأخوين وتقديم الإرشاد لهما خلال إنتاج الحلقات، لذلك عندما انتهوا من العمل في المسلسل، شعر الاخوين أنهم مستعدون لإنتاج مسلسل تلفزيوني خاص بهم.

أعد الأخوان دفر سيناريو من شأنه أن يكون مشابهًا بشكل أساسي للحلقة التجريبية الفعلية للمسلسل، جنبًا إلى جنب مع كتاب دعاية من 20 صفحة للمساعدة في تسويقه من أجل الحصول على رعاية إحدى الشبكات. قاموا بعرض القصة على حوالي خمسة عشر شبكة كبلية، رفضت جميعها السيناريو لأنهم شعروا أن «حبكة تتمحور حول الأطفال كشخصيات بطولية لن تنجح»، وطلبوا منهم إما جعله مسلسل أطفال أو التخلي عنهم والتركيز على تحقيق هوبر في الخوارق. في أوائل عام 2015، جلب نائب رئيس شركة «21 لابس إينترتيمنت» دان كوهين السيناريو إلى زميله شون ليفي، بعد ذلك دعوا الأخوين دفر إلى مكتبهم واشترو حقوق المسلسل، ومنحوا الأخوين حقوق التأليف بالكامل إليهما. بعد قراءة الحلقة التجريبية، اشترت خدمة البث نتفليكس الموسم بأكمله مقابل مبلغ لم يكشف عنه؛ أعلنت نيتفلكس في أوائل أبريل 2015 أنه من المخطط أن يصدر المسلسل في عام 2016. ذكر الأخوان دفر أنه في الوقت الذي عرضوا فيه قصتهم على نتيفلكس، كانت الخدمة معروفة بالفعل لبرامجها الأصلية، مثل بيت البطاقات والبرتقالي هو الأسود الجديد، مع منتجين معروفين وراءها، وكانت الخدمة على استعداد للبدء في إعطاء المنتجين الجديدين مثلهم فرصة. بدأ الأخوان في كتابة المسلسل وشارك معهم ليفي وكوهين كمنتجين تنفيذيين للبدء في اختيار الممثلين والتصوير.
عُرف المسلسل في الأصل باسم «مونتاك» (Montauk). كانت أحداث المسلسل آنذاك تدور في قرية مونتاك الصغيرة في نيويورك والمواقع القريبة من لونغ آيلند. برزت مونتاك في عدد من نظريات المؤامرة في العالم الحقيقي وخاصةً تلك التي تنطوي على تجارب حكومية سرية. بعد أن قرروا تغيير حبكة المسلسل لتحدث في مدينة هوكينز الخيالية بدلاً من ذلك، شعر الأخوان أنه يمكنهم الآن القيام بأشياء للمدينة الخيالية (مثل وضعها تحت الحجر الصحي) ربما يشعرون بالغرابة إذا قاموا به في موقع حقيقي. مع تغيير موقع أحداث المسلسل، كان عليهم ابتكار عنوان جديد للمسلسل بتوجيهٍ من تيد ساراندوس من نيتفلكس حتى يتمكنوا من البدء في تسويقه للجمهور. بدأ الأخوان باستخدام نسخة من رواية مضرمة اللهب لستيفن كينغ للنظر في نوع الخط المستخدم في العنوان ومظهره، وتوصلوا إلى قائمة طويلة من البدائل المحتملة لمظهر الخط. ظهر عنوان "Stranger Things" (أشياء غريبة) لأنه بدا مشابهاً لرواية ستيفن كينغ الأخرى "Needful Things" (أشياء ضرورية)، على الرغم من أن مات أشار إلى أنه لا يزال لديهم «الكثير من الخلافات الحادة» حول هذا العنوان الأخير.
من أجل تحديد أسلوب وسمة المسلسل، شاهد الأخوان دفر صوراً ومشاهد مصورة وموسيقى من أفلام السبعينيات والثمانينيات الكلاسيكية مثل إي تي ولقاءات قريبة من النوع الثالث وأرواح شريرة وباعث الجحيم وقف بجانبي وكابوس شارع إيلم والفك المفترس.

## تاريخ الإصدار
الجزء الأول متكون من 8 حلقات تبلغ مدة كل حلقة ساعة واحدة تقريباً، أصدر في 15 يوليو، 2016 بجودة دقة عرض 4 كيلو بكسل وHD  بينما الجزء الثاني متكون من 9 حلقات وصدر في 27 أكتوبر، 2017،  والجزء الثالث المتكون من 8 حلقات أصدر في 4 يوليو 2019.

## كتابة السيناريو
بدأت فكرة فيلم أشياء غريبة باقتناع الأخوين دفر بأنهما يستطيعان أخذ مفهوم فيلم سجناء لسنة 2013، الذي يوضح بالتفصيل الصراعات النفسية التي يمر بها الأب عند اختطاف ابنته، والتوسع فيها لأكثر من ثماني ساعات أو نحو ذلك في نهج تلفزيوني متسلسل. لكن الأمر المغاير هو أن الأخوين أرادا التركيز على الجانب المفقود من قصة سجناء، لقد أرادا تقديم فكرة «المشاعر الطفولية»، والتلاعب بفكرة الوحش الذي يمكن أن يأكل البشر. اعتقد الأخوان أن الجمع بين هذه الأشياء «كان أفضل شيء على الإطلاق». لإدخال هذا الوحش في سرد القصة، اعتمد الأخوان على «تجارب غريبة قرآ عن حدوثها في الحرب الباردة» مثل مشروع إم كي ألترا، الذي قدَّم طريقة لتأسيس وجود الوحش للمرة الأولى علميا بعد أن كان فكرة روحية تثير رعب الأطفال. وقد ساعدهم هذا أيضًا في اتخاذ القرار بشأن استخدام عام 1983 كفترة زمنية للمسلسل، حيث كان قبل عام من ظهور فيلم ريد دان، والذي ركز على جنون العظمة والخوف الدائم في الحرب الباردة. بعد ذلك، تمكن الأخوان دفر من استخدام إلهاماتهما الشخصية من فترة الثمانينيات، وهو العقد الذي ولدا فيه، كعناصر من المسلسل، وصياغتها في عالم الخيال العلمي وأدب الرعب. تشمل التأثيرات الأخرى التي استشهد بها الأخوان: روايات ستيفن كينج؛ أفلام من إنتاج ستيفن سبيلبرغ، جون كاربنتر، ويس كرافن، وجييرمو ديل تورو؛ أفلام مثل حرب النجوم، فضائي وقف بجانبي؛ إضافة إلى ذلك الرسوم المتحركة اليابانية مثل أكيرا وإلفن ليد؛ والعديد من ألعاب الفيديو بما في ذلك سايلنت هيل، سولز (سلسلة ألعاب فيديو)و ذا لاست أوف أس. يعتقد الأخوان دفر أيضًا أنهما ربما تأثرا بأعمال أخرى عن غير قصد، بما في ذلك ما وراء قوس قزح الأسود ودي أي إر واي إل، التي تم إكتشافها من خلال مراجعة تعليقات المعجبين على المسلسل. وجدت العديد من المواقع والمنشورات مراجع أخرى للثقافة الشعبية في السلسلة، لا سيما الإشارات إلى الثقافة الشعبية في فترة الثمانينيات.
مع اختيار نتفليكس كمنصة عرض للمسلسل، لم يختر الأخوان دفر التنسيق النموذجي المكون من 22 حلقة، بل فضّلا منهج الثماني حلقات. كان الأخوان قلقين من أن موسمًا مكونًا من 22 حلقة على التلفزيون سيجعل من الصعب «سرد قصة سينمائية» مع العديد من الحلقات. لكن ثمانية حلقات منحت لهما الوقت لتطوير السرد بشكل مناسب؛ فمن المنطقي أنه إذا كان لديهم وقت أقل، سيكون عليهم أن يظلوا ملتزمين بسرد فيلم الرعب بمجرد تقديم الوحش والتخلي عن الحشو. سعى الأخوان إلى جعل الموسم الأول «يبدو وكأنه فيلم كبير» مع اكتمال جميع خطوط الحبكة الرئيسية بحيث «يشعر الجمهور بالرضا»، لكنهم تركوا ما يكفي للإشارة إلى «وجود أسطورة أكبر، وقصة أعمق فهناك الكثير من الخيوط المتشابكة في النهاية»، وهي أمر سيتم اكتشافها في المواسم الأخرى.
فيما يتعلق بالكتابة لشخصيات الأطفال في المسلسل، اعتبر الأخوان دفر أنفسهم منبوذين من الطلاب الآخرين أثناء وجودهم في المدرسة الثانوية، وبالتالي فقد وجدوا أنه من السهل الكتابة عن مايك وأصدقائه، وخاصة بارب. صُنعت جويس على غرار شخصية روي نيري لريتشارد درايفوس في لقاءات قريبة من النوع الثالث، حيث تبدو «مجنونة تمامًا» وهي تحاول البحث عن إرادتها المفقودة.

## إختيار الممثلين
في يونيو 2015، تم الإعلان عن انضمام وينونا رايدر وديفيد هاربور إلى المسلسل بدوري جويس وقائد الشرطة جيم هوبر. كانت كارمن كوبا، مديرة اختيار الممثلين، وقد اقترحت على رايدر أن تقوم بدور جويس، والتي انجذبت إليها على الفور بسبب هيمنتها في أفلام الثمانينيات. يعتقد شون ليفي أن رايدر يمكن أن «تجسد الإلحاح العاطفي لجويس وانها قادرة على تمثيل الجوانب المختلفة والمتضاربة لشخصيتها». أشادت رايدر بأن القصص المتعددة للمسلسل تجعل جويس تتصرف وكأنها مجنونة، إلَّا أنها في الحقيقة منهمكة في أمرٍ ما، وقد آمن المنتجون بأن رايدر تستطيع أداء هذا الدور الصعب بطريقة مثالية. كان الأخوان دفر مهتمَيْنِ بهاربور من قبل، وقد كانت له مجرد أدوارٍ صغيرة كشخصيات شريرة في الأعمال التي سبقت الأشياء الغريبة، لهذا شعر الأخوان أنه كان «ينتظر وقتًا طويلاً للحصول على هذه الفرصة للعب دور البطولة»، بينما كان هاربور نفسه مبتهجًا بالسيناريو وفرصة أداء هذا الدور.
تبع ذلك اختيار إضافي بعد شهرين لفين ولفهارد في دور مايك، ميلي بوبي براون في دور لم يكشف عنه، جاتين ماتارازو في دور داستن، كيلب ماكلوغلين في دور لوكاس، ناتاليا داير في دور نانسي، وتشارلي هيتون في دور جوناثان. في سبتمبر 2015، انضمت كارا بونو إلى فريق التمثيل في دور كارين، تلاها ماثيو مودين في دور مارتن برينر بعد شهر. يشمل طاقم الممثلين الإضافيين نوح شناب في دور ويل، وشانون بورسر في دور باربرا «بارب» هولاند، وجو كيري في دور ستيف هارينجتون، وروس بارتريدج في دور لوني وغيرهم من الممثلين.
قام الممثلون الأطفال بقراءة سطور من فيلم قف بجانبي أثناء تجارب الأداء. قدَّر الأخوان دفر أنهم مروا بحوالي ألف ممثل طفل لمختلف الأدوار من أجل اختيار طاقم التمثيل النهائي.كما أشار الأخوان إلى أن ولفهارد كان بالفعل «محبًا للأفلام» من فترة الثمانينيات وشغل الدور بسهولة، في حين وجدوا أن تجربة أداء ماتارازو كانت أكثر واقعية من معظم أشرطة الاختبار الأخرى، واختاروه بعد مشاهدة واحدة لشريط الاختبار الخاص به. نظرًا لأن عملية اختيار الممثلين بدأت فورًا بعد موافقة نيتفليكس على العرض، وقبل اكتمال البرامج النصية، سمح هذا لبعض الممثلين بأداء الأدوار بعفوية. تم اختيار الممثلين الشباب لويل وأصدقائه بعد اكتمال النص الأول مباشرة. قال الأخوان دفر إن مودين قدّم مداخلات مهمة حول شخصية الدكتور برينر، الذي تم اعتباره أصعب شخصية في المسلسل بسبب ظهوره المحدود في السرد.

## التصوير
كان الأخوان قد رغبا في تصوير المسلسل في منطقة لونغ آيلند ليتناسب مع مفهوم مونتوك الأول. كان من المقرر أن يتم التصوير في نوفمبر 2015، لكنه كان من الصعب التصوير في لونغ آيلاند بسبب الطقس البارد. بدأ الإنتاج في في منطقة أتلانتا، بجورجيا. وقد وجد الأخوان، الذين نشأا في ولاية كارولينا الشمالية، العديد من الأماكن التي تذكرهما بطفولتهما في تلك المنطقة، وشعرا أن المنطقة ستتناسق بشكل جيد مع التحول السردي إلى مدينة هوكينز الخيالية بولاية إنديانا.
إعتبرت مدينة جاكسون الأساس لمدينة هوكينز الخيالية بولاية إنديانا. شملت مواقع التصوير الأخرى معهد جورجيا للصحة العقلية كموقع مختبر هوكينز الوطني، حديقة بيلوود كواري، مدرسة باتريك هنري الثانوية في ستوكبريدج، بجورجيا، لمشاهد المدرسة المتوسطة والثانوية، قسم التعليم المستمر بجامعة إيموري، قاعة المدينة السابقة في دوغلاسفيل، بجورجيا، وحديقة جورجيا الدولية للخيول في كونيرز، محكمة الوصايا في مقاطعة بوتس، مكتبة أولد إيست بوينت والكنيسة المعمدانية الأولى في إيست بوينت، بجورجيا، فايتفيل، ستون ماونتن بارك، بالميتو، ونستون. تم إنجاز العمل في استوديوهات جوهرة الشاشة في أتلانتا  وتم تصوير المسلسل بكاميرا لشركة ريد ديجيتال سينما. انتهى تصوير الموسم الأول مطلع عام 2016.
بعد انتهاء الموسم الثالث من التصوير، اعتبر المنتجون فكرة إبقاء مجموعة ستاركورت مول نقطة جذب دائمة للجماهير لزيارتها، لكنهم قرروا في النهاية إلغاء الفكرة.
كان من المتوقع أن يتألف الموسم الرابع للأشياء الغريبة من ثماني حلقات، حيث كان عنوان الحلقة الأولى «الفصل الأول: نادي الجحيم». كان من المقرر أن يبدأ تصوير الموسم في يناير 2020 ويستمر حتى أغسطس. في فبراير 2020، أكد الأخوان دفر أن إنتاج الموسم الرابع قد بدأ. تم تصوير جزء من الموسم الرابع في سجن لوكيشكس بالقرب من فيلنيوس، ليتوانيا. في مارس 2020، توقف الإنتاج بسبب جائحة كوفيد 19. لكن الإنتاج استُؤْنِف في سبتمبر 2020.

## المؤثرات البصرية
لإنشاء التأثير القديم للمسلسل، تمت إضافة النسيج البصري أو الحبيبات فوق اللقطات المصورة، والتي تم الحصول عليها عن طريق المسح الضوئي لعدة أفلام من فترة الثمانينيات. أراد الأخوان دفر إخافة الجمهور، ولكن ليس بالضرورة جعل المسلسل عنيفًا أو دمويًا، متابعين نظام جمعية الفيلم الأمريكي لتقييم الأفلام والذي تم إنشائه من قبل شركة أمبلين إنترتاينمنت في الثمانينيات. لقد كان الأمر يتعلق «بالموضة والجو والتشويق والرهبة أكثر من كونه يتعلق بالدماء والرعب المستمر»، على الرغم من أن الأخوين لم يكونا خائفين من الاندفاع نحو عناصر أكثر رعبًا، خاصة مع اقتراب نهاية الموسم الأول. أراد الأخوان دفر تجنب أي تأثيرات ناتجة عن الكمبيوتر للوحش وأجزاء أخرى من المسلسل والإبقاء على التأثيرات العملية والتطبيقية، لذلك ابتكرا أنيماترونكس للعب دور الديموغورج. ومع ذلك، فإن وقت التصوير الذي دام ستة أشهر لم يترك للأخوين سوى القليل من الوقت للتخطيط واختبار منصات التأثيرات العملية لبعض اللقطات. لذلك اختار الأخوان حلاً وسطاً يقضي باستخدام الدعائم المركبة للوحش كلما أمكنهم ذلك، ودعائم للقطات أخرى، على سبيل المثال استخدم الأخوان المؤثرات الرقمية في لقطة خروج الوحش عبر الحائط. اكتمل إنتاج الموسم الأول قبل أسبوع من طرحه على نيتفليكس.
يستخدم تسلسل العنوان لقطات مقرّبة من أحرف الأشياء الغريبة بحبر أحمر على خلفية سوداء تنزلق في مكانها داخل العنوان. تم إنشاء هذا التسلسل بواسطة استوديو القوى الخيالية، بقيادة المخرجة الإبداعية ميشيل دوتي. قدم شون ليفي هذا الاستوديو إلى الأخوين دفر، والذين شرحا رؤيتهما للسلسلة المستوحاة من فترة الثمانينيات، وقد ساعد هذا الاستوديو على إظهار المفهوم الذي يريده المنتجون. في وقت لاحق، ولكن قبل التصوير، أرسل المنتجون نص السيناريو التجريبي لاستوديو القوى الخيالية، بالإضافة إلى الموسيقى الخلفية الثقيلة للعناوين وأغلفة الكتب المختلفة لستيفن كينغ والمؤلفين الآخرين الذين اعتمدا عليهم بشكل أو بآخر لإنشاء العنوان والصور. لقد استلهم الأخوان دفر من العديد من عناوين مسلسلات من فترة الثمانينيات والتي صممها ريتشارد جرينبيرج سابقًا، مثل الدول المتغيرة والمنطقة المميتة. كما حصل الأخوان أيضًا على بيانات من دان بيري، وهو مصمم تسلسل أفلام، عمل سابقًا على اعتمادات عناوين للعديد من أفلام الثمانينيات. تضمنت التكرارات المختلفة اختفاء الحروف، لتعكس الفكرة «المفقودة» من السلسلة، وظلال الحروف، في إشارة إلى الألغاز، قبل الإعتماد النهائي للحروف المنزلقة. بدأ الاستوديو العمل على تسلسل العنوان قبل التصوير، واستغرق حوالي شهر أثناء عملية التصوير للسماح للمنتجين بالاندماج في المسلسل والعودة بمزيد من الأفكار. في البداية كان الفريق يجرب خطوط مختلفة ولقطات مقرّبة من أجل العنوان، ولكن مع نهاية التصوير أراد المنتجون العمل مع شركة بنجيات للطباعة، مما تطلب منهم إعادة صياغة تلك اللقطات. تم إنشاء التسلسل النهائي بالكامل بواسطة الكمبيوتر، لكن الأخوين استلهما بعض الأجزاء من اختبار بعض التأثيرات العملية، مثل استخدام أقنعة خوداليته التي كانت تُستخدم في الثمانينيات، لتطوير المرشحات المناسبة لبرنامج العرض. استخدمت بطاقات عنوان الحلقة الفردية أسلوب «الطيران»، على غرار فيلم بوليت، الذي اقترحه المنتجون على الاستوديو.

### الموسيقى
ألف الموسيقى التصويرية الأصلية للأشياء الغريبة من طرف مايكل شتاين وكايل ديكسون من الفرقة الإلكترونية النجاة. وقد استخدمت آلات المزج على نطاق واسع تكريمًا لفناني وملحني الأفلام في الثمانينيات بما في ذلك جان ميشيل جار، تانجيرين دريم، فانجليس، جوبلن، جون كاربنتر، جيورجيو مورودر، وفابيو فريتزي.
وفقًا لشتاين وديكسون، كان الأخوان دفر معجبين بموسيقى فرقة النجاة، واستخدموا أغنيتهم «اللحن الحزين» في المقطع الدعائي الوهمي الذي تم استخدامه لبيع المسلسل إلى نيتفليكس. اكتشف الأخوان دفر الفرقة من خلال فيلم الضيف لعام 2014، حيث ظهرت الفرقة في الموسيقى التصويرية. بمجرد أن سمح ببدأ العملِ على المسلسل، اتصل الأخوان دفر بفرقة النجاة، وقد كان ذلك في يوليو 2015 ليتأكدا أن الفرقة لا تزال تعزف الموسيقى؛ قدم كلٌ من شتاين وديكسون عشرات الأغاني من ماضي الفرقة لفريق الإنتاج من أجل جذب اهتمامهم، مما ساعد الفرقة في الحصول على الدور. عمل الاثنان مع المنتجين لاختيار بعض موسيقاهم القديمة لإعادة صياغة المسلسل، مع تطوير موسيقى جديدة في نفس الوقت. قبل عملية اختيار الممثلين تعاقد مع شتاين وديكسون، لذلك استخدمت عروضهم التجريبية وعزفت على أشرطة اختبار الممثلين، مما ساعد في تجارب الأداء. اعتمدت أغنية المسلسل على عمل غير مستخدم قام شتاين بتأليفه سابقاً والذي شاركه مع فريق الإنتاج، وقد لقت هذه الأغنية إعجاب فريق الإنتاج حيث أكد الفريق أنها ستكون مفيدة للاعتمادات الافتتاحية بعد إجراء بعض التعديلات الطفيفة عليها.
بالإضافة إلى الموسيقى الأصلية، تميزت سلسلسة الأشياء الغريبة بموسيقى قديمة لفنانين مثل ذا كلاش، جوي ديفيجن، طوطو، نيو أوردر، الاساور، إيكو وبونيمين ،بيتر غابرييل وفوريجنر وكوري هارت.
اختيرت أغنية ذا كلاش «أيجب علي البقاء أم يجب علي الرحيل» لاستعمالها في لحظات محورية من القصة، ومنها عندما حاول ويل التواصل مع جويس في الحلقة الثامنة.

## إطلاق الفيلم
يتكون الموسم الأول من ثماني حلقات مدتها ساعة واحدة تم إصدارها في جميع أنحاء العالم على نيتفليكس في 15 يوليو 2016، بدقة أُلترا 4 كيبي. تم إصدار الموسم الثاني المكون من تسع حلقات في 27 أكتوبر 2017 بتقنية أيتش دي أر. يتكون الموسم الثالث مرة أخرى من ثماني حلقات، وتم إصداره في 4 يوليو 2019. أعلنت نيتفليكس في 30 سبتمبر 2019 أنه سيكون هناك موسم رابع للمسلسل.

### الإصدارات المنزلية
صدر الموسم الأول من الأشياء الغريبة على حزمة كومبو قرص بلو - راي/دي في دي حصريًا لتجار شركة تارجت في 17 أكتوبر 2017، ونفس الشيء بالنسبة لحزمة كومبو 4ك/بلو راي في 15 نوفمبر 2017. تلقى الموسم الثاني إصدارًا مشابهًا في 6 نوفمبر2018.
بالنسبة للموسم الثالث، كشفت نيتفليكس أن العرض قد حطم الأرقام القياسية لسجل المشاهدات لنيتفليكس، حيث شوهد من طرف 40.7 مليون أسرة في الأيام الأربعة الأولى، وشاهدت بالفعل 18.2 مليون أسرة المسلسل بأكملهِ خلال هذا الإطار الزمني. في الشهر الأول، شوهد الموسم الثالث من قبل 64 مليون أسرة، مسجلاً رقمًا قياسيًا جديدًا لمسلسل نيتفليكس الأصلي الأكثر مشاهدة.

## التقييمات
أعطى موقع المراجعة روتن توميتوز معدل موافقة بنسبة 97 ٪ للموسم الأول بناءً على 90 مراجعة، ومتوسط تقييم مرجح ب 8.12 من أصل 10. ينص الإجماع النقدي للموقع على أن الأشياء الغريبة سلسلة مثيرة ومفجعة في نفس الوقت وأحيانًا تكون مخيفة، إعتُبِرَت السلسلة إشادة وذكرى لأفلام ستيفن سبيلبرغ والتلفزيون القديم في الثمانينيات."  قارنت صحيفة نيويورك تايمز العرض ببرنامج "قف بجانبي" لروب راينر، حيث ربطت شعورهم بالحنين من خلال "... إيجاد تلك اللحظة الخالدة حيث يبدو كل شيء جديدًا بشكل مرعب ومثير للإعجاب في نفس الوقت". أعطى مجمع المراجعة ميتاكريتيك للموسم الأول درجة 76 من أصل 100 بناءً على 34 منتقدًا، مما يؤكد «المراجعات الإيجابية بشكل عام».
حصل الموسم الثاني على نسبة موافقة 94٪ بناءً على 147 مراجعة ومتوسط تقييم 7.86 من أصل 10 على روتن توميتوز. ينص الإجماع النقدي للموقع، على أن «الموسم الثاني في الأشياء الغريبة يوازن بين لحظات الفكاهة والحنين إلى الماضي ضد الرعب المتزايد.»  على موقع ميتاكريتيك، حصل الموسم الثاني على درجة طبيعية تبلغ 78 من أصل 100، بناءً على آراء 33 منتقدًا، مما يشير إلى «المراجعات الإيجابية بشكل عام».
كما حصل الموسم الثالث على نسبة موافقة 89 ٪ بناءً على 132 مراجعة، ومتوسط تقييم 7.86 من أصل 10. ينص الإجماع النقدي للموقع، على أن «سلسلة الأشياء الغريبة ساحرة ونابضة بالحياة.»  في ميتاكريتيك، حصل الموسم الثالث على درجة تبلغ 72 من أصل 100، بناءً على آراء 26 منتقدً.
احتل العرض المرتبة الثالثة كأفضل برنامج تلفزيوني لعام 2016 من قبل الغارديان وإمباير. تم تضمينه أيضًا في قائمة أفضل برنامج تلفزيوني في ذا أتلانتيك لعام 2017.

## التعليقات
اكتسب فيلم الأشياء الغريبة قاعدة معجبين خاصة بهِ بعد وقت قصير من صدوره. كان أحد مجالات التركيز هو شخصية بارب، صديقة نانسي وزميلتها في الدراسة والتي قتلت على يد الوحش في وقت مبكر من الموسم. وفقًا للممثلة شانون بورسير، "لم يكن من المفترض أن تكون بارب" ذات أهمية كبيرة في القصة "، ولم يُقَدِم الإخوة دفر تفاصيل كثيرة حول الشخصية، فقد كان التركيز موجهًا نحو إيجاد الإرادة. ومع ذلك، تعاطف العديد من معجبي السلسة مع الشخصية؛ اقترحت الصحفية لورا برادلي من مجلة فانيتي فير أن بارب شخصية منعزلة بعض الشيء عن المجتمع، و"تبدو أشبه بشخص قد تقابله في الواقع" مقارنة بالشخصيات الأخرى، ولا سيما نانسي، وقد يكون هذا هو السبب وراء حب الجمهور لها. ازدادت شعبية الهاشتاجات بعد إطلاق المسلسل، مثل "#أنا مع بارب" و"#العدالة لبارب"، وأسست العديد من مواقع المعجبين والمنتديات لدعمها. لم تعد الممثلة بورسير في الموسم الثاني، لكن الأخوان دفر استخدما هاشتاغ "العدالة لبارب" الواقعي كمصدر إلهام للسرد في بداية الموسم الثاني حيث تتناول نانسي حقيقة أن لا أحد أبدًا يهتم ببارب. كما حصلت بورسير على العديد من الجوائز لدورها المميز لشخصية بارب.
كان التأثير الآخر للمسلسل هو زيادة الطلب على بسكويتات الوافل إيجو، حيث يظهر أنها طعام إليفين المفضل في عدة حلقات ويُنظر إليها على أنها تمثيل للمسلسل. لم تكن شركة كلوقز التي تصنع إيجو جزءًا من الإنتاج قبل إطلاق الموسم الأول، لكنهم أدركوا تأثير السلسلة على السوق. لقد قدموا إعلانًا تلفزيونيًا قديمًا من طراز ثمانينيات القرن الماضي لنيتفليكس لاستخدامه في إعلان سوبر بول الخاص بها، وكانوا يعتزمون المشاركة بشكل أكبر في الترويج المشترك. أصدرت شركة كوكا كولا مجموعة محدودة من نيو كوك (قدمت في عام 1985) لتتزامن مع الموسم الثالث من عرض الأشياء الغريبة، والذي يقام في عام 1985.

## المسائل القانونية
في أبريل 2018، رفع المخرج تشارلي كيسلر دعوى قضائية ضد الأخوين دفر، مدعيًا أنهما سرقا فكرته لفيلمه القصير مونتاوك، والذي تضمن فرضية مماثلة لصبي مفقود، وقاعدة عسكرية قريبة تقوم بتجارب أخرى، ووحش من بُعْدٍ آخر. أخرج كيسلر الفيلم وظهر لأول مرة في مهرجان هامبتنز السينمائي الدولي لعام 2012. خلال مهرجان تريبيكا السينمائي لسنة 2014. أكد المخرج كيسلر أن الأخوين دفر استخدما أفكاره لابتكار فرضية الأشياء الغريبة وسعى للحصول على ثلث الدخل الذي حققوه من السلسلة. صرح محامي الأخوين دفر بأنهم لم يروا فيلم كيسلر ولم يتحدثوا معه بشأنه، وأن كيسلر لم يكن له أي مساهمة في أفكارهم عن الأشياء الغريبة. رفض القاضي الحكم المستعجل على الأخوين دفر في أبريل 2019، مما سمح لقضية كيسلر بالمضي قدما في المحاكمة. قبل بدء المحاكمة في مايو 2019، سحب كيسلر دعواه القضائية بعد سماع الإفادات ورؤية الوثائق في وقت مبكر من عام 2010 والتي أظهرت له أن الإخوة قد توصلوا إلى مفهوم وأفكار الأشياء الغريبة بشكل مستقل.
لاحظ الصحفيون أن فكرة الأحداث الخارقة للطبيعة حول مونتوك نشأت بسبب الأسطورة الحضرية لمشروع مونتوك، والتي ظهرت من كتاب عام 1992 مشروع مونتوك: تجارب في الزمن.
في سبتمبر 2017، نشرت العديد من وسائل الإعلام مقالات حول خطاب التوقف والكف الذي أرسله محامي نيتفليكس الداخلي إلى مُشَغِل حانة الأشياء الغريبة في شيكاغو. تضمنت الرسالة إشارات فكاهية إلى المسلسل، وقد حاز الخطاب على إشادة المحامين بسبب نزاهته في عدم المطالبة بالإغلاق الفوري للحانة، مطالبًا فقط بعدم بقاء الحانة مفتوحة دون إذن نيتفليكس بعد التشغيل المبدئي المُجَدْوَل.

## وسائل الإعلام الأخرى

### ما وراء الأشياء الغريبة
مع إصدار الموسم الثاني من المسلسل، أصدرت نيتفليكس أيضًا برنامج ما وراء الأشياء الغريبة، وهو عرض تلفزيوني يقدمه جيم راش. يتمثل ضيوف العرض في طاقم الإنتاج وطاقم التمثيل، بما في ذلك الأخوان دفر ونجوم المسلسل، لمناقشة تطوير وإنتاج المسلسل وكواليسه. على عكس العروض السابقة التي أنشأتها إمباسي رو، مثل تلكينغ داد وتالكينغ باد، من المفترض أن تتم مشاهدة ما وراء الأشياء الغريبة بعد عرض الموسم الثاني بأكمله.
لم يتم إنشاء أي عرض لاحق للموسم الثالث.

## ألعاب الفيديو
طورت نيتفليكس وبونوس إكس بي رابطًا مجانيًا للعبة الهاتف المحمول للأشياء الغريبة، تم إصداره لأجهزة آي أو إس وأندرويد في 4 أكتوبر 2017. تستخدم اللعبة أسلوبًا فنيًا قديم الطراز، على غرار ألعاب سوبر نينتندو إنترتينمنت سيستم. تعتمد اللعبة بشكل أساسي على قصة الأشياء الغريبة للموسم الأول، حيث يبدأ اللاعب بدور رئيس الشرطة جيم هوبير الذي يبحث عن الأولاد المفقودين. بمجرد العثور على هذه الشخصيات، يحصل اللاعب على قدرات خاصة تسمح له بالوصول إلى المزيد من المناطق في اللعبة. كان لدى شركة بونوس إكس بي أقل من عام لإكمال اللعبة. قرر الفريق تصميم اللعبة بأسلوب مشابه لذا ليجند أوف زيلدا لأن كلا اللعبتين تقومان على الاستكشاف والبحث. استندت خريطة هوكينز في اللعبة إلى خريطة الشوارع لمدينة جاكسون بجورجيا على جوجل، حيث تم تصوير المسلسل. من أجل الحفاظ على سرية اللعبة، لم تستأجر بونوس إكس بي مختبري الألعاب لضمان الجودة، وبدلاً من ذلك، كان هناك أفراد من العائلة من فريق التصميم يقدمون التعليقات والملاحظات؛ ساعدت هذه العملية في إنشاء مستويين من الصعوبة في اللعبة. إكمال اللعبة يمنح اللاعبين مقطعًا من الحلقة الأولى من الموسم الثاني من المسلسل كجائزة. نُزلت اللعبة 3 ملايين مرة خلال الأسبوع الأول، لتصبح من أفضل التنزيلات وتلقى إشادة من النقاد. مع إصدار الموسم الثاني، أضاف تحديث للعبة ماكس كشخصية في اللعبة، وإصدارًا لأمازون فاير تي في، والذي تضمن دعم وحدة التحكم. رشحت اللعبة لـ«موبيل غايم» في حفل توزيع جوائز الأوسكار البريطاني الرابع عشر للألعاب.

## الإستقبال

### مشاهدة الجمهور
لم تكشف نيتفلكس مبدئياً عن أعداد المشتركين المشاهدين لمسلسلها الأصلي. جمعت شركة «سميفوني تكنولوجي جروب» بيانات للموسم الأول بناءاً على الأشخاص الذين يستخدمون برنامجاً على هواتفهم يقيس مشاهدة التلفزيون عن طريق اكتشاف صوت البرنامج المعروض. وفقا لسيمفوني، فإنه في غضون أول 35 يوماً من الإصدار، بلغ متوسط معدل مشاهدة المسلسل حوالي 14.07 مليون بالغ تتراوح أعمارهم بين 18-49 سنة في الولايات المتحدة. هذأ جعله ثالث أكثر موسم مشاهدة لمسلسل من إنتاج نتيفلكس في الولايات المتحدة بعد الموسم الأول من مسلسل «فولر هاوس» والموسم الرابع من مسلسل «البرتقالي هو الأسود الجديد». في تحليل أجري في سبتمبر 2016، وجدت نيتفلكس أن المسلسل «جذب» المشاهدين بالحلقة الثانية من الموسم الأول، مما يشير إلى ان الحلقة الثانية «كانت الدفعة الأولى التي قادت 70 بالمئة على الأقل من المشاهدين الذين شاهدوا تلك الحلقة إلى إكمال الموسم الأول من المسلسل بالكامل».

## وصلات خارجية
- أشياء غريبة على موقع IMDb (الإنجليزية)
- أشياء غريبة على موقع ميتاكريتيك (الإنجليزية)
- أشياء غريبة على موقع روتن توميتوز (الإنجليزية)
- أشياء غريبة على موقع نتفليكس (الإنجليزية)
- أشياء غريبة على موقع أول موفي (الإنجليزية)
- أشياء غريبة على موقع فيلمافينيتي (الإسبانية)
- أشياء غريبة على موقع كينوبويسك (الروسية)
- أشياء غريبة على موقع ألو سيني (الفرنسية)
- أشياء غريبة على موقع قاعدة بيانات الفيلم (الإنجليزية)